# UFC 265
UFC 265: Lewis vs. Gane foi um evento de artes marciais mistas produzido pelo Ultimate Fighting Championship e que aconteceu no dia 7 de agosto de 2021, no Toyota Center em Houston, nos Estados Unidos.

## História
Uma luta pelo cinturão peso pesado interino entre Derrick Lewis e Ciryl Gane serviu como luta principal.
Uma luta pelo cinturão peso galo feminino entre Amanda Nunes e Julianna Peña era esperada para ocorrer neste evento. Entretanto, Nunes testou positivo para COVID-19 e a luta foi adiada.
Johnny Muñoz e Jamey Simmons eram esperados para se enfrentar no UFC 261, porém a luta foi cancelada. Foi remarcada para este evento.

## Resultados
1. ↑  Pelo Cinturão Peso Pesado do UFC.